# Galleria Matteotti

Galleria Matteotti dalla parte del Teatro

La Galleria Matteotti è una galleria commerciale situata nel centro di Mestre (Venezia) tra il Teatro Toniolo, Via Poerio e Piazza Ferretto.

## Storia
La Galleria Matteotti è uno degli ultimi esempi di stile Liberty del centro di Mestre assieme al Cinema Excelsior ora in disuso. Fu inaugurata il 27 ottobre del 1912. Essa unisce con acciaio e vetro, in pieno stile parigino, i due palazzi realizzati dalla famiglia Toniolo a fianco del teatro che allora era in costruzione.
Il disegno fu dell'ingegner Giorgio Francesconi (che curò il progetto anche del Teatro), professionista di fiducia dei Toniolo.
La pavimentazione della galleria Matteotti oggi è ancora originale. Stessa cosa dicasi per la vasta copertura a vetri della Galleria che collega i due fabbricati imponenti che fungono da grandiose colonne. Entrambi gli elementi rispecchiano la volontà di abbellire Mestre, conferendo alle nuove costruzioni del centro ai primi del XX secolo, un aspetto di modernità a quel tempo assai coraggiosa e fanno capire come si volesse creare un centro abitato in grado di proiettarsi con modernità nella nuova epoca.